# 董浩珉
董浩珉是一名导演兼制片人，畢業於伦敦艺术大学传媒学院，獲文学硕士学位，研究视觉表达和新媒体内容创作。曾服务英国《星期天镜报》，目前是中央电视台科教节目制作中心董浩珉导演工作室负责人。 中国电视艺术家协会会员，英国皇家艺术学会会员FRSA，伦敦东方陶瓷协会会员。

## 经历
董浩珉2002年开始服务中央电视台，2008年被评为中央电视台社教中心科技专题部先进个人，2013年荣获中央电视台先进个人称号，迄今执导包括代表作《瓷路》在内，超过70部（集）纪录片。

### 獎項
- 2014国家广电总局优秀国产纪录片
- 2014CCTV纪录频道年度制作大奖
- 20届上海电视节白玉兰奖最佳纪录片提名
- 2014中国（青海）世界山地纪录片节最佳长纪录片提名
- 2014中国龙奖-金奖
- 第三届嘉峪关国际短片电影展“伎乐天”奖-银奖
- 第三届嘉峪关国际短片电影展“伎乐天”奖-最佳导演奖
- 中国广播电视协会-第八届“纪录.中国”人文自然类纪录片一等奖
- 2014“金熊猫”国际纪录片奖-人文类纪录片大奖
- 2014中国十佳电视纪录片奖
- 第四届中国纪录片学院奖最佳系列纪录片奖提名
- 中央电视台2014年度优秀节目